# Staatliches Museum Ägyptischer Kunst
Il Museo Statale Egizio (Staatliches Museum Ägyptischer Kunst) è un museo di Monaco di Baviera, Germania.
Ospita le collezioni di arte egizia appartenenti allo Stato di Baviera. A lungo situato nella Residenza di Monaco di Baviera, nel 2013 è stato spostato in un nuovo edificio realizzato nel Kunstareal.

## Storia
Le collezioni risalgono già ad Alberto V di Baviera e furono poi ampliate da Carlo V e Ludovico I, oltre che da donazioni private e dell'Accademia bavarese delle scienze. Comprendono reperti risalenti ad Antico, Medio, Nuovo Regno, all'Egitto ellenistico e romano, oltre a una piccola porzione di arte del vicino Oriente antico.

## Sede

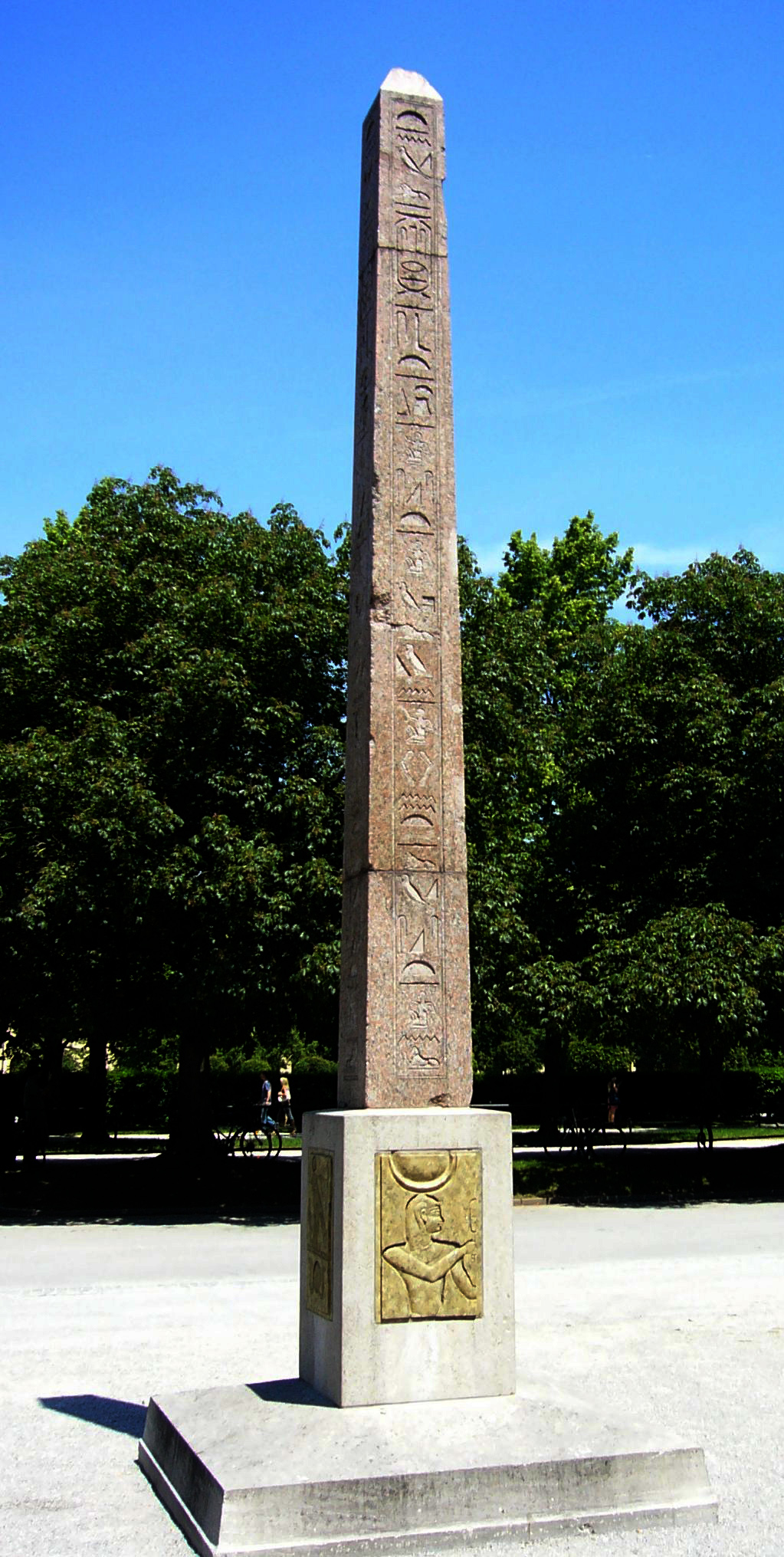
L'obelisco di Monaco.

La nuova sede del museo è un edificio sotterraneo sito di fronte alla Alte Pinakothek, progettato dall'architetto Peter Böhm e ispirato a una stanza funeraria egizia. L'ingresso, che ricorda i piloni egizi, conduce a tre sale illuminate e di lì a stanze interrate illuminate solo in parte e organizzate tematicamente ("Il faraone", "La religione", "Il regno dei morti", e così via). Il nuovo museo ha 2200 m² di spazi espositivi: 1800 m² per le esposizioni permanenti e 400 m² per le mostre temporanee.
La nuova sede è stata aperta al pubblico l'11 giugno 2013; vi è stato esposto anche l'obelisco di Monaco, che in precedenza era collocato all'aperto di fronte alla Residenz.
All'ingresso è presente l'opera Present Continuous dell'artista Henk Visch.

## Collezioni
Assieme alle collezioni di Hildesheim e dell'Ägyptisches Museum und Papyrussammlung di Berlino, la collezione egizia di Monaco è la più significativa della Germania. Vengono esposti oggetti di tutti i periodi egiziani fino alla cultura copta cristiana, come anche alcuni reperti archeologici delle civiltà vicine: Nubia, Assiria, Babilonia.

## Galleria d'immagini

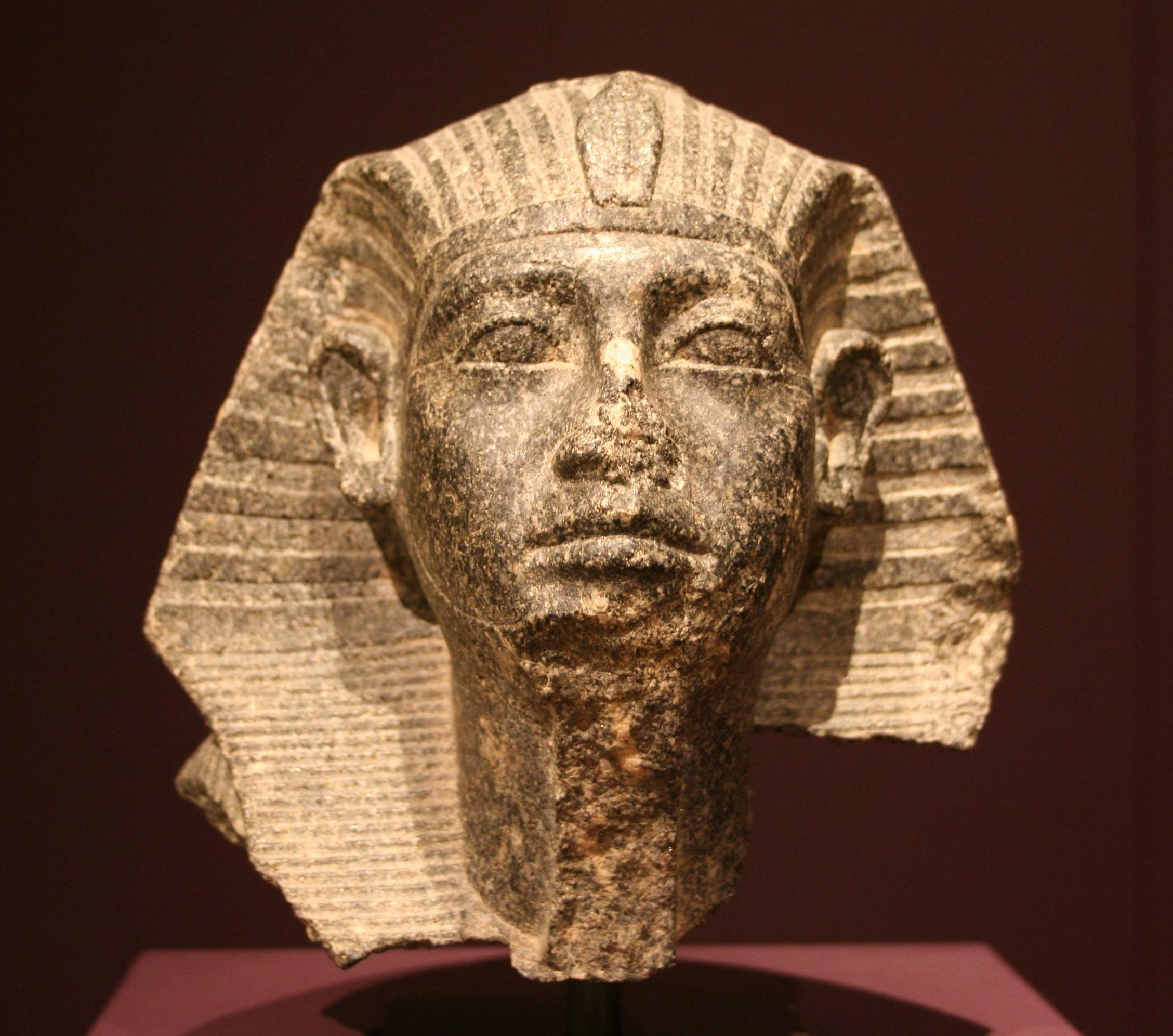
Sfinge di Sesostri III
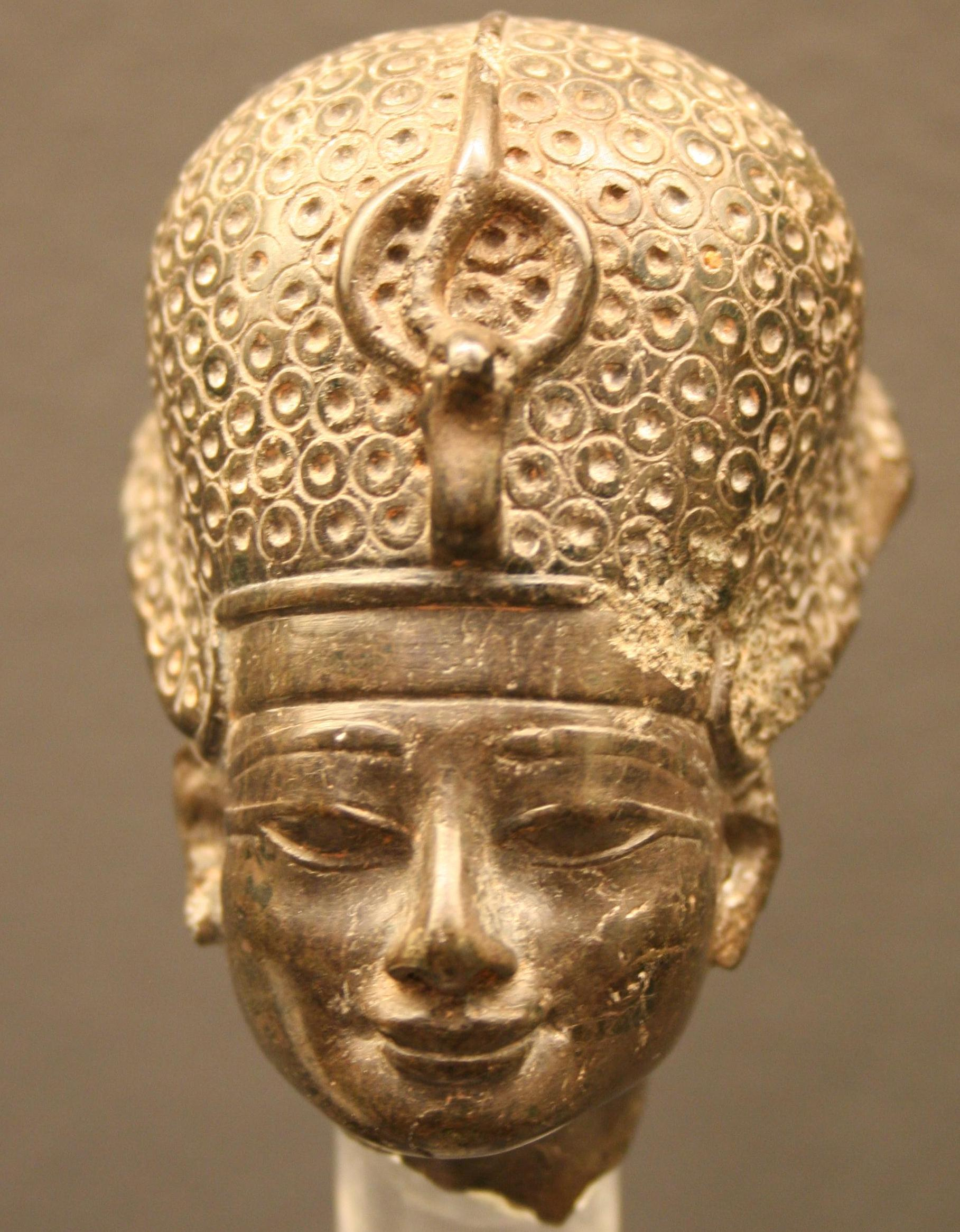
Thutmose IV
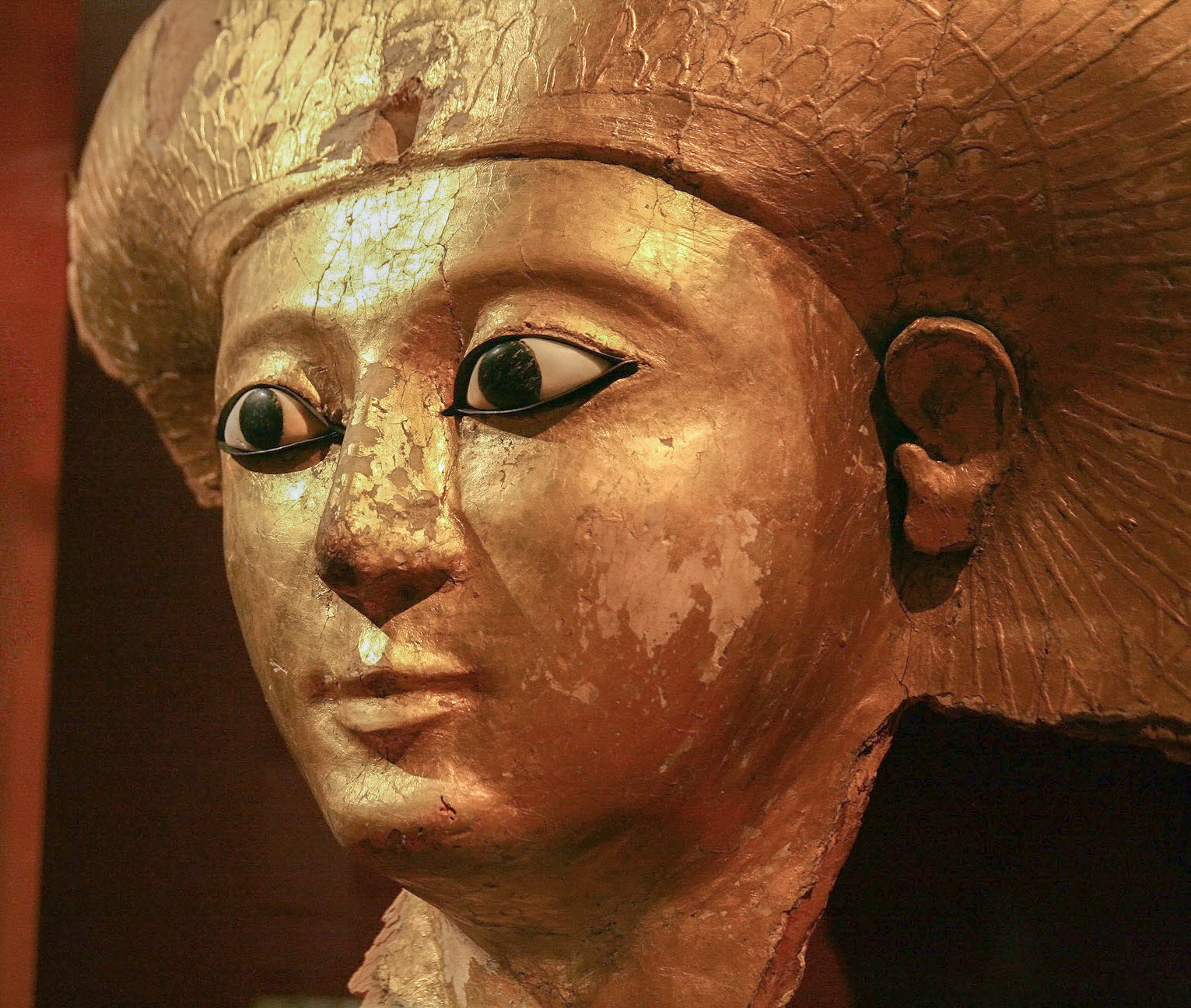
Sarcofago di Sitdjehuti
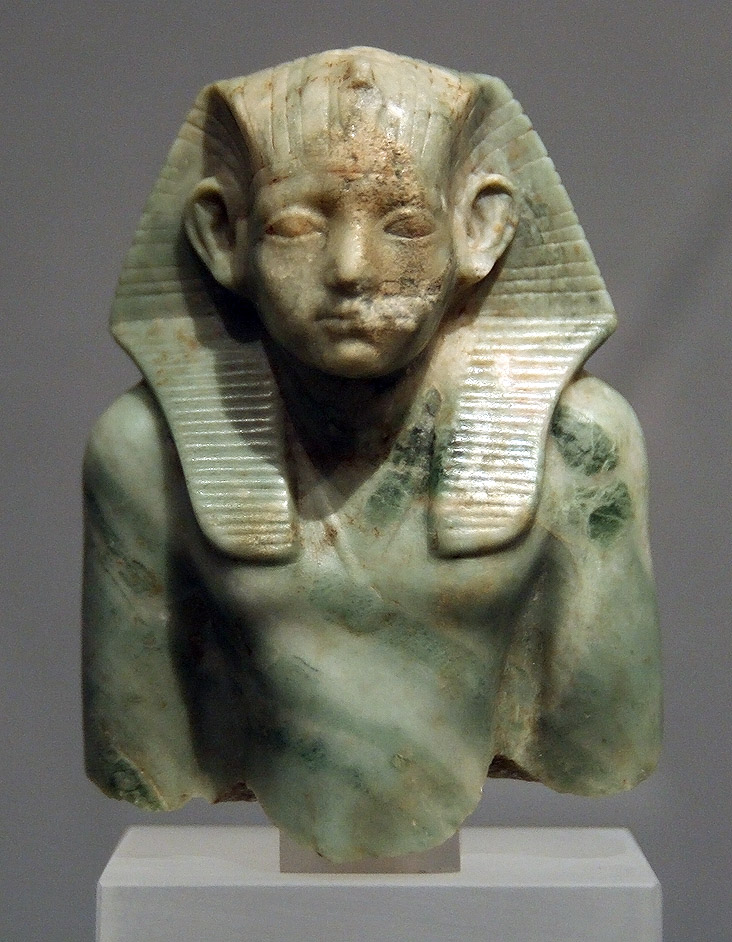
Amenemhat III da fanciullo